# 유덕 (종정)
유덕(劉德, ? ~ 기원전 57년)은 전한 후기의 황족이자 관료로, 자는 노숙(路叔)이다. 초원왕의 증손이자 종정 유벽강의 아들이며, 학자 유향의 아버지다.

## 생애
황로술을 익혔고, 젊어서 무제에게 높은 평가를 받았다. 소제 초기에 종정승을 맡았고, 연왕을 황제로 옹립하기 위해 청주자사 준불의를 암살하려 한 유택(劉澤)의 옥사를 다른 관리와 함께 맡았다. 아버지가 종정이 되자 대홍려승이 됐고, 태중대부가 됐다.
원봉 원년(기원전 80년), 종정에 임명되었다. 아내가 죽자 곽광이 자기 딸을 아내로 들이도록 권했으나 거절했고, 이 때문에 시어사의 탄핵을 받고 몇 달 후 파면되었다. 이를 알게 된 곽광은 화를 냈고, 유덕은 곽광의 부름을 받아 청주자사에 임명되었다가 한 해 남짓 지나 다시 종정이 되었다.
아들 유갱생이 연단술에 실패하여 주살될 위기에 놓이자 선제에게 구명을 탄원하였다.
오봉 원년(기원전 57년), 죽었다. 대홍려는 유향의 죄를 들먹이며 유덕에게 시호를 내리지 않고 작위 또한 몰수할 것을 상주하였으나, 선제는 유덕에게 유(繆)를 시호로 내리고 아들 유안민으로 하여금 작위를 잇게 하였다.

## 출전
- 반고, 《한서》
  - 권18 외척은택후표
  - 권19하 백관공경표 下
  - 권36 초원왕전
  - 권63 무오자전